# Sint-Antonius van Paduakerk (Barrier)

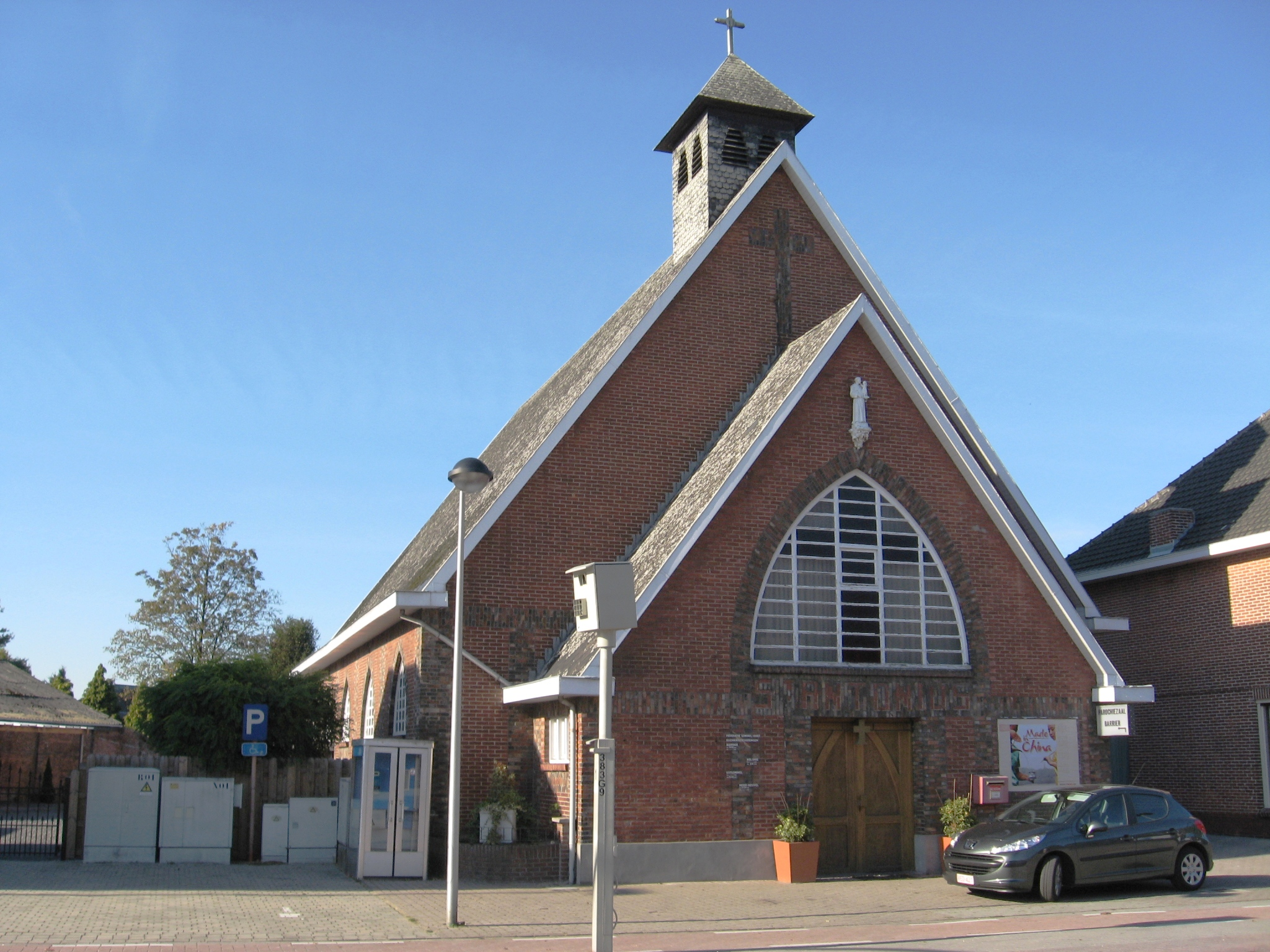
Antonius van Paduakerk

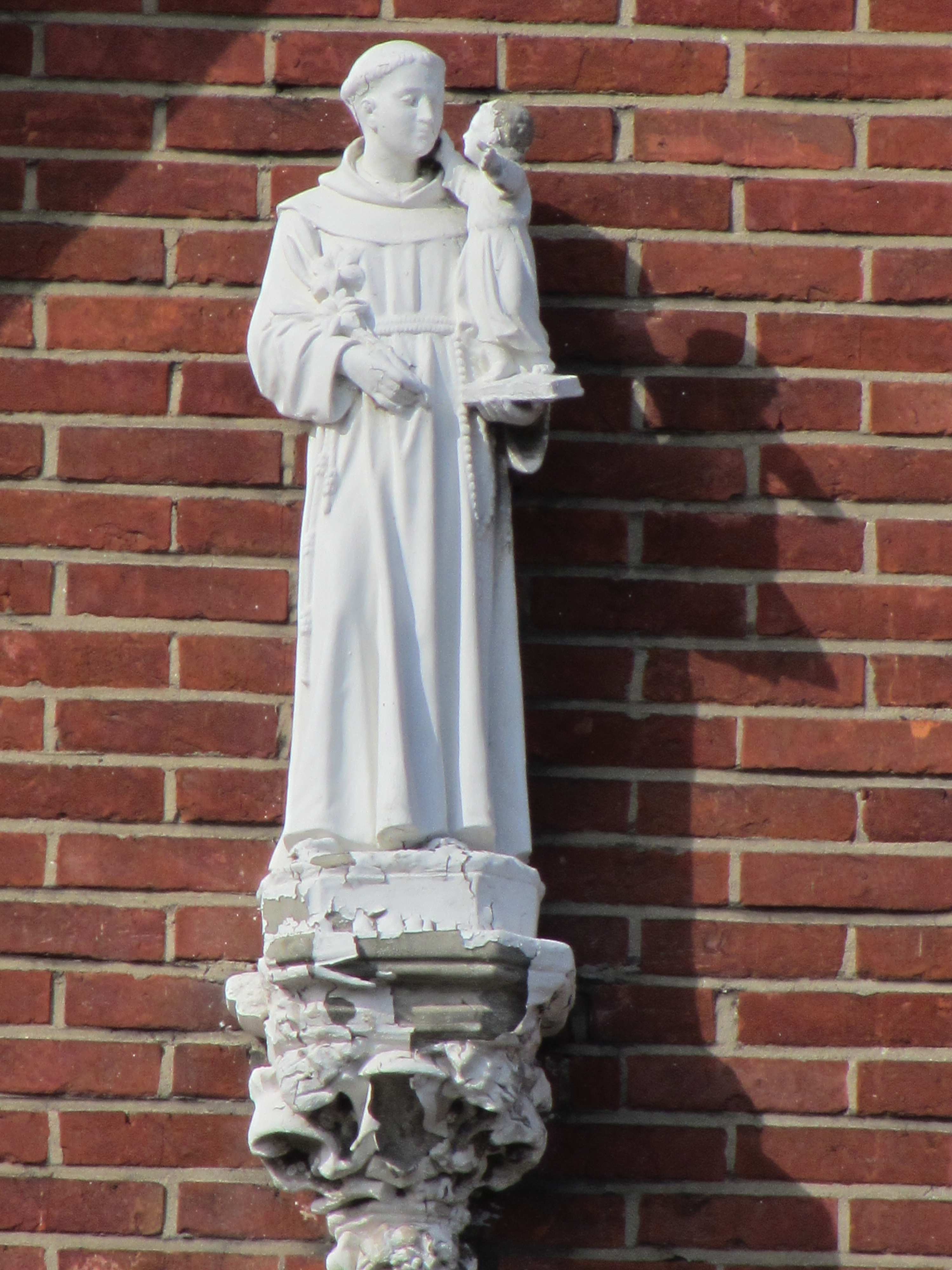
Beeld van Sint-Antonius van Padua, maart 2024

De Sint-Antonius van Paduakerk is de parochiekerk van Barrier, gelegen aan de Luikersteenweg.

## Geschiedenis
Vanaf 1852 maakte Barrier deel uit van de parochie Heuvelsche Heide te Lommel-Kolonie, maar in 1925 kreeg Barrier een eigen parochie. De vereniging die hier inhoud aan ging geven stichtte in 1934 een school en in 1938 een kapel. Een tweede school kwam gereed in 1950 en een parochiezaal in 1959. In 1938 werd een kapelletje (uit 1926) in de Fabrieksstraat aan de parochie geschonken. Ten gevolge van de komst van de zinksmelter in Overpelt nam de bevolking van Barrier flink toe, en in 1953 werd Barrier dan een volwaardige parochie. De kapel was nu tot kerk gepromoveerd en werd toegewijd aan Antonius van Padua. Hierbij hoorde een klok, die in 1954 door Petit & Fritsen te Aarle-Rixtel werd gegoten.

## Gebouw
De huidige kerk is een kapel-achtig gebouw uit 1938, ontworpen door A. van Bakel. Het is een bakstenen bedehuis in moderne gotiek. Donkerder baksteen zorgt voor enige decoratie. Het kerkje heeft een hoog zadeldak en de ingangspartij een iets lager zadeldak. Hoog boven de ingang bevindt zich een Sint-Antoniusbeeld. Een dakruiter, gedekt met tentdak, dient als klokkentoren. Het interieur wordt overwelfd door een spits tongewelf. Er zijn enige heiligenbeelden in de kerk aangebracht.
In december 2022 werd door het dalende aantal kerkgangers, de Sint-Antonius van Paduakerk onttrokken aan erediensten.